# Tom Hayes (Filmproduzent)
Tom Hayes (* 13. Mai 1926 in Oola, County Limerick; † 23. November 2008) war ein irischer Filmproduzent, Filmregisseur und Drehbuchautor, der 1962 für einen Oscar nominiert war.

## Herkunft, Werdegang und Tod
Geboren wurde Hayes 1926 als das zehnte von elf Kindern von Morgan Hayes und Kathleen Kennedy. Ausgebildet wurde er in einer reinen Jungenschule in Tipperary und von den Zisterziensern am Mount St Joseph, einer Trappistenabtei, in Roscrea. Er besuchte das Clonliffe College in Dublin und absolvierte ein Kunststudium am UCD, das er 1947 abschloss. Danach versuchte er sich als Schauspieler und trat einer Fit-up-Group bei, die Irland bereiste. In London spielte er unter der Regie von Joan Littlewood am Theatre Royal Stratford East und unterrichtete Englisch an einer Ballettschule. In Paris trat er mit Cyril Cusack und Siobhán McKenna am Sarah Bernhardt Theatre auf, während er in der Pariser Buchhandlung Shakespeare and Company lebte. Für eine kurze Zeitspanne war er zudem als Lehrer an einer Schweizer Jungen-Abschlusschule tätig, kehrte dann nach London zurück, wo er sich mit Jim O’Connor zusammenschloss, um den irischen Film auf der Landkarte sichtbar zu machen, wie er es ausdrückte. Um seinen ersten Film zu finanzieren, arbeitete er in Irland als Taxifahrer. Hayes war in den 1960er-Jahren Mitglied des irischen Komitees der Filmindustrie unter dem Vorsitz von John Huston und ein Jahrzehnt später Gründungsmitglied der Sektion für Filmindustrie der Irish Transport and General Workers’ Union.
Im Jahr 1961 traf er Anna O’Brien und machte 1962 einen weiteren Abschluss mit dem Higher diploma. Danach flog er zusammen mit Anna O’Brien nach Nsukka in Nigeria, wo er Englisch, Mathematik und Chorgesang unterrichtete. Während ihres dreijährigen Aufenthaltes dort bekamen sie zwei Kinder.
Anlässlich seines Todes 2008 bezeichnete The Irish Times Hayes als genialen Filmemacher und unermüdlichen Verfechter der irischen Filmindustrie. Tom Hayes hinterließ seine Frau Anna, zwei Töchter und drei Söhne.

## Spätere Filmkarriere
Hayes konnte gleich mit seinem ersten 1961 veröffentlichten Film Cradle of Genius den größten Erfolg seiner Karriere beim Film verbuchen, eine Oscarnominierung. In dem von ihm gemeinsam mit Jim O’Connor produzierten Film wird die Geschichte des Abbey Theatre, des irischen Nationaltheaters in Dublin, nachvollzogen. Der Oscar ging allerdings an Frank P. Bibas und den Film Project Hope, der die Jungfernfahrt des Krankenhausschiffes „SS Hope“ thematisiert.
Seine Filmkarriere setzte Hayes mit O’Donoghue’s Opera, Irlands erstem Musikfilm, einer Scheinoper, 1965 fort. Inspiriert ist der Film von dem britischen Musik- und Kostümfilm The Beggar’s Opera, basierend auf der Dubliner Ballade The Night that Larry was Stretched. Bedingt durch finanzielle Schwierigkeiten wurde der Film in einer teils abgewandelten Form erst 1998 uraufgeführt.
Bei seinem Kurzfilmdrama Speed Easy von 1970 übernahm Hayes die Regie, schrieb das Drehbuch und produzierte den Film, in dem sich alles um ein Motorrad dreht, auch selbst. In dem von ihm produzierten Film Lovespell wird die klassische Artusgeschichte aufgegriffen. Richard Burton und Kate Mulgrew waren in den Hauptrollen besetzt. Als letzte Arbeit Hayes wird das zweistündige irische Filmdrama Anne Devlin für ihn als Produzent verbucht. Erzählt wird die Geschichte der von Bríd Brennan gespielten Titelheldin, die 1803 unter Robert Emmett in den Aufstand der Iren verwickelt war, aus weiblicher Sicht. Regie führte die irische Filmemacherin Pat Murphy.

## Filmografie (Auswahl)
- 1961: Cradle of Genius (Dokumentar-Kurzfilm, Produzent)
- 1961: Progress Reported (Produzent)
- 1970: Speed Easy (Kurzfilm, Regie, Produzent, Autor)
- 1970: Ballymun (Dokumentar-Kurzfilm, Regie)
- 1974: Bodhrán (Dokumentar-Kurzfilm, Regie)
- 1981: Lovespell (Produzent)
- 1984: Anne Devlin (Produzent)
- 1998: O’Donoghue’s Opera (Produktionsleiter bei der ursprünglichen Version von 1965)[5]

## Auszeichnungen
Oscarverleihung 1962
- Nominierung in der Kategorie „Bester Dokumentar-Kurzfilm“ zusammen mit Jim O’Connor für Cradle of Genius